# Bartisch
Bartisch is een historisch Oostenrijks motorfietsmerk.

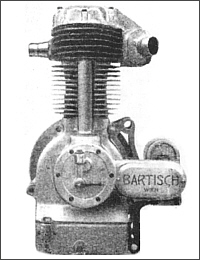
Bartisch koningsasmotor uit 1928

De bedrijfsnaam was: Franz Bartisch, Mech. Werkstätte, Wien.
Bartisch maakte in 1925 een 348cc-kopklepper met bovenliggende nokkenas en in 1928 een voor die tijd zeer moderne 496cc-eencilinder met koningsas. Beide motorfietsen waren technisch vooruitstrevend en goed afgewerkt, maar het geld voor de verdere ontwikkeling van de motorfietsen ontbrak waardoor het bedrijf in 1929 de deuren moest sluiten.